# 春蕾茶庄
春蕾茶庄是一家苏州的茶庄，创始于清乾隆年间。原字号是汪瑞裕，1966年改名春蕾茶庄。

## 历史
汪瑞裕茶号创始于清乾隆年间，由安徽歙县汪氏建立，最初即开设于观前街玄妙观口，后在街东西各开一店。民国时年，《大光明报》主笔颜益生、姚啸秋、梅晴初等人常驻在茶号，一面饮茶，一面编报，红极一时。
新中国成立后，汪瑞裕公私合营，与1966年改名春蕾茶庄。
2006年被商务部首批认定为“中华老字号”。
2013年因房租到期，春蕾茶庄搬离观前街，引起大众对老字号现状的关注。
2015年，春蕾茶庄获评中国商业联合会“中华老字号传承创新”奖项。

## 现状
现店面位于临顿路209号。主营各类茶叶。春蕾茶庄在东西山碧螺春产地自有茶园与茶厂。